# Louis Minardi
Louis Minardi (* 19. Juni 1908 in Nizza; † 30. Juni 2003 in Nogent-le-Rotrou) war ein französischer Radrennfahrer und nationaler Meister im Radsport.

## Sportliche Laufbahn
Minardi war Bahnradsportler und im Straßenradsport aktiv. 1939 gewann er die nationale Meisterschaft im Steherrennen vor Georges Wambst. 1944 wurde er Vize-Meister. 1941 und 1943 wurde er jeweils Dritter der Meisterschaft. Von 1933 bis 1949 fuhr er als Berufsfahrer. 1930 siegte er im Grand Prix d’Aix-les-Bains mit einem Etappensieg, im Grand Prix de Nice und im Course de Côte de La Turbie. 1931 holte er die Siege in den Rennen Grand Prix d’Antibes, Course de Côte du Mont Faron und Nizza–Mont Agel. Zweite Plätze gewann Minardi 1929 im Course de Côte du Mont Faron und im Course de Côte de La Turbie sowie 1935 in der Trophée des Grimpeurs hinter Léon Level.